# De Twentsche Courant Tubantia
De Twentsche Courant Tubantia ist eine niederländische Regionalzeitung mit Redaktionssitz in Enschede. Die Zeitung erscheint montags bis samstags im Tabloid-Format. Herausgeber der Zeitung ist das Pressehaus Wegener, das mit Eindhovens Dagblad, BN/De Stem, Brabants Dagblad, De Gelderlander, Provinciale Zeeuwse Courant und de Stentor weitere Regionalzeitungen verlegt. Die bezahlte Auflage belief sich ersten Quartal 2008 auf 111.584 Exemplare. Chefredakteur ist André Vis.

## Geschichte
De Twentsche Courant Tubantia entstand 1996 aus einer Fusion der Zeitungen De Twentsche Courant und Dagblad Tubantia.

### De Twentsche Courant
Am 6. Januar 1844 erschien die erste Ausgabe von De Twentsche Courant unter der gleichzeitigen Herausgeberschaft und Chefredaktion von J.T. Sommer. Sie war die erste Zeitung in Twente und erschien zunächst nur samstags. Redaktionssitz der Zeitung war zunächst Almelo. 1869 kam eine Mittwochsausgabe hinzu. 1870 hatte das Blatt eine Auflage von 2.000 Exemplaren.
1915 ging die Herausgeberschaft von J.T. Sommer jr. auf die Twentsche Courant NV und die in Zwolle beheimatete „Handelsdrukkerij“ über. Seit 1918 erschien das konservative, katholische Blatt dreimal pro Woche.
1919 wurde eine Zusammenarbeit mit dem in jenem Jahr gegründeten Overijsselsch Dagblad aufgenommen, die bis 1938 währte. 1922 wurde Oldenzaal neuer Redaktionssitz der Zeitung. Nach einer Fusion mit dem Weekblad voor Oldenzaal en Omstreken erschien De Twentsche Courant zunächst wieder nur noch zweimal pro Woche. 1926 wurden die ersten Photos in die Zeitung aufgenommen.
Am 1. Oktober 1941, während der deutschen Besatzung im Zweiten Weltkrieg, wurde ein Erscheinungsverbot ausgesprochen, offizielle Begründung hierfür war Papierknappheit.
Am 11. April 1945 erschien die Zeitung schließlich wieder von neuem. Die ersten sechs Tage erschien sie noch zweimal pro Woche, ab 17. April war sie schließlich erstmals eine Tageszeitung unter dem Titel „Twentsche Courant. Katholiek dagblad voor Twente“: Die Auflage lag bei 17.000 Exemplaren. Seit dem Dezember jenes Jahres bestanden weitere Büros in Almelo, Enschede und Hengelo. Die vier größten Orte der Region Twente erhielten eine eigene Lokalausgabe.
1959 wurde aus der früheren Zweigstelle Hengelo der neue Hauptsitz der Zeitung, während für den alten Sitz Oldenzaal das umgekehrte galt.
1964 war De Twentsche Courant Mitgründerin des Verbands „De Twentsche Courant“, dem zunächst nur katholische Zeitungen angeschlossen waren, und arbeitete dort mit den gleichgesinnten Blättern De Stem und De Nieuwe Limburger zusammen. Der katholische Charakter des Verbands wurde jedoch schnell aufgehoben, 1967 kam eine Zusammenarbeit mit den nicht katholischen Mitgliedern Dagblad van het Oosten und Deventer Dagblad hinzu. Die Zeitung hatte nun sieben Lokalausgaben für Almelo, Enschede, Gelderse Achterhoek, Hengelo, Oldenzaal, Tubbergen und Wierden/Rijssen/Hellendoorn.
In den 1960er-Jahren lösten sich viele kirchliche Zeitungen von ihrem religiösen Hintergrund, so auch diese Zeitung 1969 durch den Wegfall der Unterüberschrift „Katholiek dagblad voor Twente“. Die Expansion der Zeitung setzte sich auch in den 1970er-Jahren fort, so kam 1974 ein Redaktionsbüro in Raalte hinzu, 1976 folgten weitere in Haaksbergen und Losser. 1977 konnte De Twentsche Courant schließlich 50.000 Abonnenten verbuchen.
1980 fusionierte der Herausgeber der Zeitung „Twensche Courant NV“ mit anderen ostniederländischen Verlagen wie „van der Loeff“ zur „Oostelijke Dagbladen Combinatie“ (ODC), die schließlich 1991 von „Wegener“ übernommen wurde. 1993 wurde Enschede zum neuen Hauptsitz der Zeitung.

### Dagblad Tubantia
Am 6. Januar 1872 erschien die erste Ausgabe der Zeitung unter dem Titel Tubantia - Volkscourant voor Twenthe. Sie erschien zunächst ausschließlich samstags unter der Herausgeberschaft von M.J. van der Loeff.
1877 wurde die Unterüberschrift in „Nieuws- en advertentieblad voor Twenthe“ geändert. 1879 kam eine Mittwochsausgabe hinzu, vom 1. Februar 1902 an erschien die Zeitung dienstags, donnerstags und samstags. 1912 wurde sie schließlich zur ersten Tageszeitung der Region Twente (montags bis samstags).
Am 18. Juni 1914 änderte die Zeitung ihren Namen in Twentsch Dagblad Tubantia, dem am 1. Oktober 1917 wiederum eine Änderung in Twentsch Dagblad Tubantia en Enschedesche Courant folgte. 1940 war ein Abonnentenstand von etwa 25.000 erreicht, womit sie die größte Tageszeitung der Region war.
Während der deutschen Besatzung im Zweiten Weltkrieg musste 1942 eine Zwangsfusion mit der Nieuwe Hengelosche Courant eingegangen werden, das daraus resultierende Twentsch Nieuwsblad - dagblad voor Twente en Oost-Gelderland erschien vom 14. November 1942 bis zum 27. März 1945. Nach dem Krieg erhielten alle Zeitungen, die nach 1942 noch erschienen waren, ein vorläufiges Erscheinungsverbot. Am 14. September 1946 durfte die Zeitung wieder unter ihrem Vorkriegsnamen erscheinen.
1947 wurden die Zeitungen Hengelosch Dagblad und Vrije Twentsche en Achterhoekse Courant übernommen. Am 8. September jenes Jahres wurde der Name erweitert und lautete nun Twentsch dagblad Tubantia en Enschedesche courant en Vrije Twentsche courant. 1951 folgte eine weitere Änderung in Twentsch dagblad Tubantia: Enschedesche courant, Vrĳe Twentsche en Achterhoeksche courant. Dieser Name wurde 1966 wiederum durch Tubantia: Twentsch dagblad, Enschedesche courant, Vrĳe Twentsche en Achterhoeksche courant ersetzt. Am 24. Dezember 1970 wurde die Unterüberschrift gestrichen, womit die Zeitung nur noch Tubantia hieß.
1975 wurde mit Dagblad van het Oosten eine weitere Zeitung übernommen. Die Zeitungen des Verlags kamen zusammen nun auf 90.000 Abonnenten.
Am 4. September 1979 erfuhr die Zeitung ihre letzte Namensänderung vor der Fusion von 1996 und hieß nun Dagblad Tubantia.
1993 wurden Hengelo's Dagblad (1. Februar) und Dagblad van het Oosten (18. April) als eigenständige Titel eingestellt, das Dagblad Tubantia erschien nun auch in Almelo, Hengelo und Umgebung.
| Die verschiedenen Namen der Zeitung von 1872 bis 1996 |                                                                                             |
| 1872–1877                                             | Tubantia - Volkscourant voor Twenthe                                                        |
| 1877–1914                                             | Tubantia - Nieuws- en advertentieblad voor Twenthe                                          |
| 1914–1917                                             | Twentsch Dagblad Tubantia                                                                   |
| 1917–1942                                             | Twentsch Dagblad Tubantia en Enschedesche Courant                                           |
| 1942–1945                                             | Twentsch Nieuwsblad - dagblad voor Twente en Oost-Gelderland                                |
| 1946–1947                                             | Twentsch Dagblad Tubantia en Enschedesche Courant                                           |
| 1947–1951                                             | Twentsch dagblad Tubantia en Enschedesche courant en Vrije Twentsche courant                |
| 1951–1966                                             | Twentsch dagblad Tubantia: Enschedesche courant, Vrĳe Twentsche en Achterhoeksche courant   |
| 1966–1970                                             | Tubantia: Twentsch dagblad, Enschedesche courant, Vrije Twentsche en Achterhoeksche courant |
| 1970–1979                                             | Tubantia                                                                                    |
| 1979–1996                                             | Dagblad Tubantia                                                                            |

### Seit der Fusion
Am 1. November 1999 wurde De Twentsche Courant Tubantia von einer Abend- in eine Morgenzeitung umgewandelt. Seit dem 7. März 2004 brachte die Zeitung auch eine Sonntagsausgabe heraus, dies war seit Jahren die erste Sonntagszeitung in den Niederlanden. Zum 1. Januar 2009 wurde die Sonntagsausgabe wieder eingestellt.
Seit dem 6. Februar 2007 erscheinen sie und ihre Schwesterzeitung BN/De Stem im Tabloid-Format.